# Rudolph Melchior

Rudolph-Melchior in den 1850er Jahren

Tagebuch des Rudolph Melchior aus 1853

Alexander Friedrich Rudolph Melchior (* 12. März 1836 in Burg (bei Magdeburg), Preußen; † 15. Juli 1867 (oder 14. Januar 1868) in Galveston, USA) war ein deutsch-amerikanischer Kunsthandwerker und Künstler; er war Mitbegründer des „Latin Settlement“ Latium (Texas) im Washington County (Texas).

## Familie
Melchior entstammte einer deutschen (Kunst-)Handwerkerfamilie und war eines von sieben Kindern des Andreas Matthias Christopher Melchior (1807–1881) und der Johanna Charlotte Lisette Cleve (1807–1881), beide aus Burg bei Magdeburg.
Er heiratete am 13. Mai 1862 im Washington County die in erster Ehe verwitwete Sophie Menn (* 11. März 1841 in Erndtebrück am Rothaarsteig, Kreis Siegen-Wittgenstein, Nordrhein-Westfalen; † Januar 1912 in Texas, USA), die Tochter des Johann Wilhelm (John William) Menn (1814–1901) und der Anna Sophie Völkel (1813–?), beide am 3. Mai 1855 aus Erndtebrück in New Orleans (Louisiana) eingewandert. Sophie war in erster Ehe mit dem Deutschen Heinrich Altmann verheiratet gewesen.

## Leben
Melchior, ein in Deutschland ausgebildeter Kunsthandwerker und Künstler, traf im Jahr 1853 mit seinen Eltern und allen Geschwistern an Bord der „Hermann Theodor“ aus Deutschland in Galveston (Texas) ein. Die Familie zog in die Nähe von Round Top im Fayette County (Texas), damals durch die Aktivitäten des „Mainzer Adelsvereins“ auch schon von Deutschen bewohnt. Sie ließen sich in einer damals noch namenlosen Siedlung nieder, die erst 1870 mit dem emotionalen Namen „Trübsal“ auch offiziell gegründet wurde und später den Namen Winedale (Texas) erhielt. Seit den 1960er Jahren ist diese Siedlung, die inzwischen fast ausgestorben war, als „Winedale Historical Center“ eine Art „Museumsdorf“, wo sich Amerikaner über das Leben der ersten deutschen Siedler in Texas informieren können.
In den 1850er Jahren verzierte Melchior in Winedale die Innenräume des „Wagner-Hauses“, des früheren Wohnhauses von Captain John York (1800–1848), und einiger anderer Häuser mit seinen Blumen- und Vögel-Malereien. Die Skizzen zu diesen Malereien hatte er bereits 1853 auf der Überfahrt in die USA in sein Tagebuch gemalt. Nicht zuletzt diese Malereien Melchiors haben dem historischen Dorf Winedale zu seinem heutigen Museumsstatus verholfen.
Später gehörte Melchior mit Hermann Rogalla von Bieberstein (1823–1906) und anderen Deutschen zu den Gründern des „Latin Settlement“ Latium (Texas) im Washington County.
Während des amerikanischen Bürgerkriegs (1861–1865) diente Melchior als Fifer (Flötist) in der Kompanie F des 2. Bataillons der Texas-Legion von Brigadegeneral Thomas N. Waul auf Seiten der Konföderierten Südstaaten.
Nach dem Krieg siedelte er sich in Galveston an, wo er am 14. Januar 1868 an Gelbfieber starb. Melchior wurde auf dem Soldatenfriedhof von Galveston, dem heutigen „Oleander Cemetery“, begraben.

Melchior-Malerei im Wagner-Haus in Winedale (Texas) aus den 1850er Jahren Foto: Rick Williams, Winedale Photograph Collection
Melchior-Malerei im Wagner-Haus in Winedale (Texas) aus den 1850er Jahren Foto: Rick Williams, Winedale Photograph Collection